# 西阿知駅
西阿知駅（にしあちえき）は、岡山県倉敷市西阿知町にある、西日本旅客鉄道（JR西日本）山陽本線の駅である。駅番号はJR-W06。
山陽本線において、2017年5月まで岡山支社直轄の最西端の駅であり、隣の新倉敷駅以西はせとうち地域鉄道部の管轄であった。

## 歴史
- 1920年（大正9年）5月25日：鉄道省山陽本線倉敷駅 - 玉島駅（現・新倉敷駅）間に新設[1]。旅客・貨物取扱開始[1]。
- 1971年（昭和46年）8月15日：貨物取扱廃止[1]。
- 1985年（昭和60年）2月1日：荷物扱い廃止[1]。
- 1987年（昭和62年）4月1日：国鉄分割民営化に伴い、西日本旅客鉄道（JR西日本）の駅となる[1]。
- 1992年（平成4年）11月：みどりの窓口営業開始。
- 2007年（平成19年）
  - 5月31日：ICOCA対応自動改札機導入。
  - 9月1日：ICカード「ICOCA」が利用可能となる。
- 2011年（平成23年）3月2日：エレベーター使用開始[3]。
- 2016年（平成28年）4月20日：CTC化に伴い、LED式発車標が改札口とホームに新設。
- 2020年（令和2年）
  - 4月10日：この日限りでみどりの窓口営業終了[4][5][2]。
  - 4月11日：この日より終日無人駅化[2]。
  - 9月：駅ナンバリング導入、使用開始[6][7]。

## 駅構造

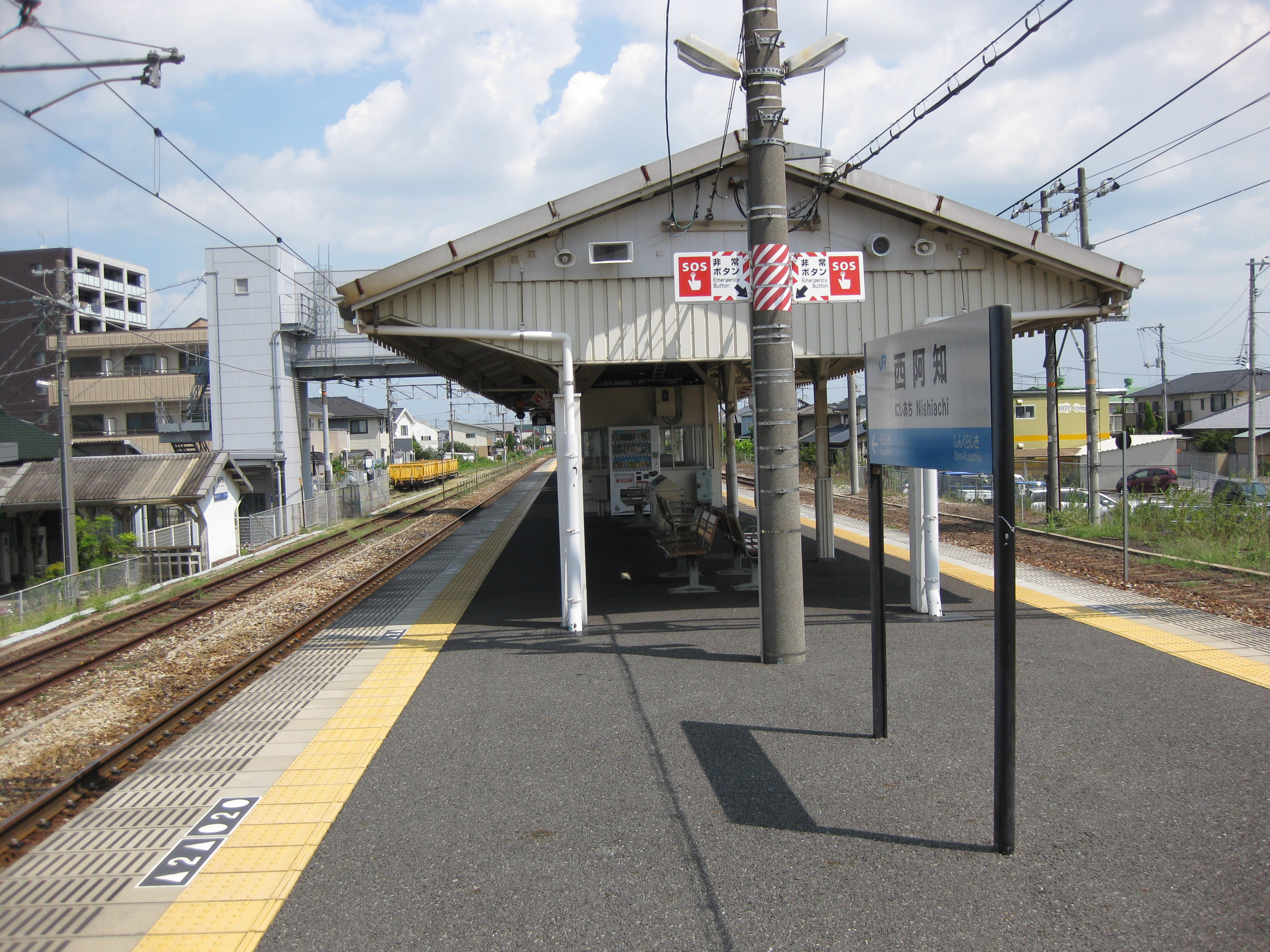
プラットホーム（2016年9月）

島式ホーム1面2線を有する地上駅。上下線それぞれに側線が敷かれていたが、2014年7月現在では分岐器部分が撤去され入線不可となっている。駅舎は上り線側にあり、ホームとは地下道で連絡している。簡易水洗トイレがある。
倉敷駅管理の無人駅。ICOCAが利用可能（相互利用可能ICカードはICOCAの項を参照）で、開閉式自動改札機を備える。みどりの券売機が設置されている。

### のりば
| のりば | 路線     | 方向 | 行先             | 備考                 |
| ------ | -------- | ---- | ---------------- | -------------------- |
| 1      | 山陽本線 | 上り | 倉敷・岡山方面   |                      |
| 2      | 山陽本線 | 下り | 新倉敷・福山方面 | 広島方面は糸崎で乗換 |

- 2011年からJR西日本標準入線メロディが導入されている。

## 利用状況
高梁川対岸の船穂地区の利用者も少なくない。
近年の1日平均乗車人員の推移は以下の通り
| 乗車人員推移 | 乗車人員推移 |
| 年度         | 1日平均人数  |
| ------------ | ------------ |
| 1999         | 2,948        |
| 2000         | 2,903        |
| 2001         | 2,891        |
| 2002         | 2,836        |
| 2003         | 2,770        |
| 2004         | 2,673        |
| 2005         | 2,654        |
| 2006         | 2,616        |
| 2007         | 2,662        |
| 2008         | 2,609        |
| 2009         | 2,537        |
| 2010         | 2,555        |
| 2011         | 2,663        |
| 2012         | 2,704        |
| 2013         | 2,763        |
| 2014         | 2,747        |
| 2015         | 2,895        |
| 2016         | 2,945        |
| 2017         | 2,978        |
| 2018         | 3,107        |
| 2019         | 3,185        |
| 2020         | 2,597        |
| 2021         | 2,534        |

## 駅周辺
- ニシナフードバスケット西原店
- ザグザグ西阿知店
- ザグザグ西原店
- 西阿知郵便局
- 中国銀行
- 岡山県立水島工業高等学校
- 倉敷市立倉敷第一中学校
- 倉敷市立西阿知小学校
- 岡山県道190号西阿知停車場線
- 遍照院
- 岡山県道277号中島西阿知停車場線

## 隣の駅
西日本旅客鉄道（JR西日本）
 山陽本線
倉敷駅 (JR-W05) - 西阿知駅 (JR-W06) - 新倉敷駅 (JR-W07)